# Якунін Олег Іванович
Оле́г Іва́нович Яку́нін — український журналіст, редактор, військовослужбовець, сержант Збройних сил України, учасник російсько-української війни. Кавалер ордена «За мужність» III ступеня (2022, посмертно).

## Життєпис
Народився 18 грудня 1969 р. в місті Києві. Працював головним редактором Afisha.zp та misto.zp.ua.
Загинув 18 березня 2022 року в ході російсько-української війни.

## Нагороди
- орден «За мужність» III ступеня (13 квітня 2022, посмертно) — за особисту мужність і самовіддані дії, виявлені у захисті державного суверенітету та територіальної цілісності України, вірність військовій присязі[3].